# Schloss Maur

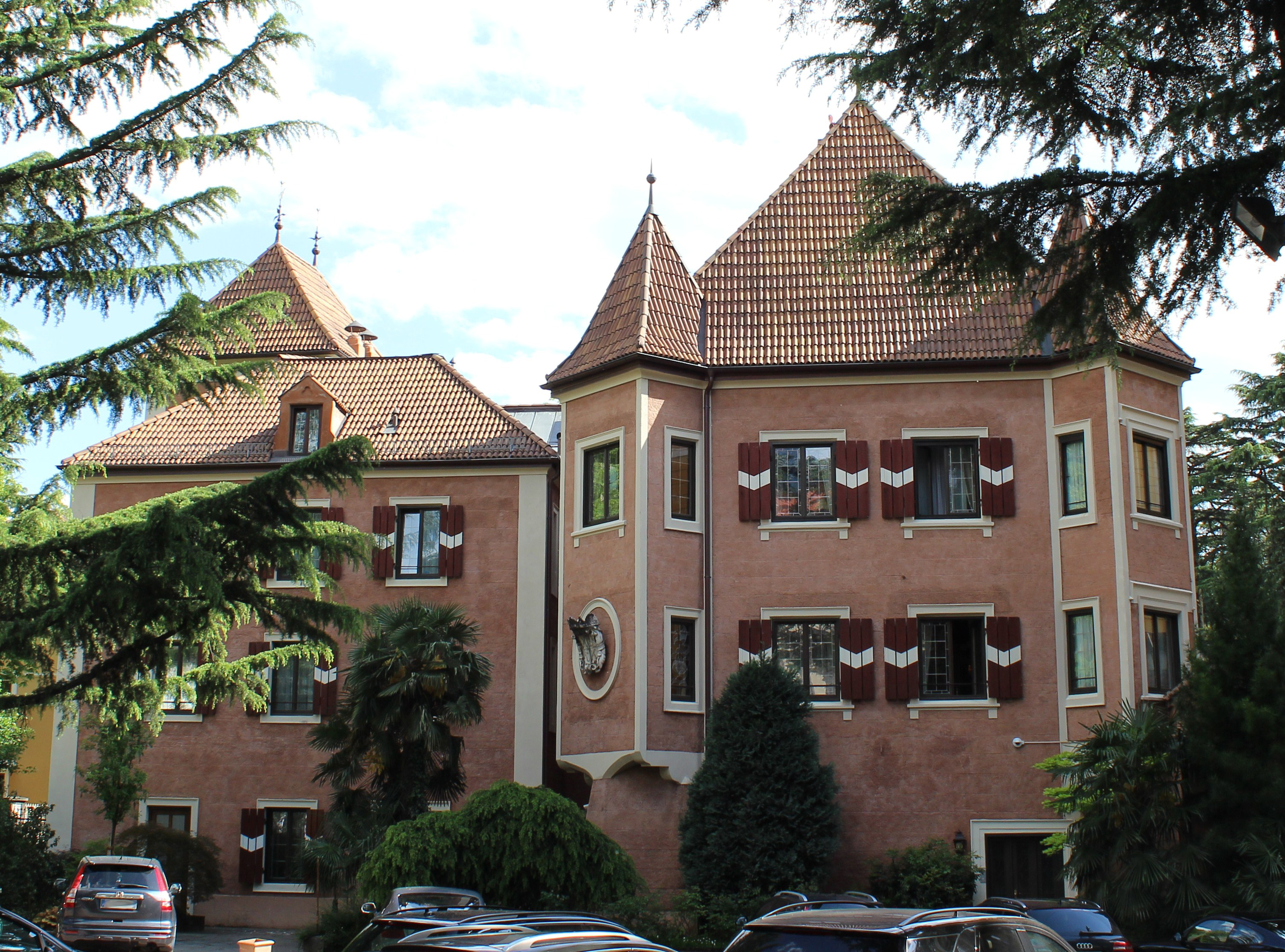
Schloss Maur

Schloss Maur ist ein alter Ansitz und geschütztes Baudenkmal in Meran-Untermais in Südtirol. 

## Geschichte

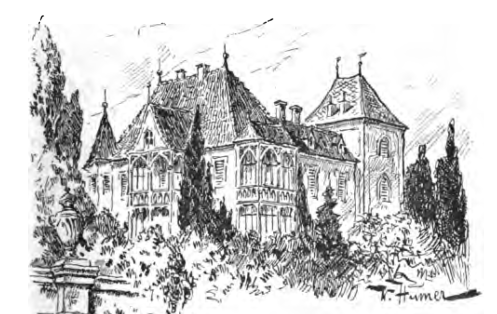
Maur von Wilhelm Humer

Zunächst ein einfacher Bauernhof, unmittelbar über dem Spital und städtischen Friedhof von Meran gelegen, sind 1325 Albert vom Maur, sowie 1340 Gaudenz Ribold, Sohn des Albert von Maur urkundlich nachgewiesen. 1370 war der Anwesen im Eigentum des Meraner Bürgers Berchtold und 1381 von Konrad Fritzer. Im 16. Jahrhundert gehörte der Ansitz nacheinander den Herren von Niederthor und Baumgarter, die sich danach „zu Maur“ nannten. 1536 erscheint Leonhard Baumgartner unter dem Adel von Mais und 1540 Linhart Baumgartner zu Maur. 1567 verkaufte Christoph Valentin Baumgartner die adligen Ansitze Maur, Bratschberg und Pillhofeck an Dr. Wilhelm Lanser zu Maur. Christoph Hueber wurde durch seine Heirat mit Maria Baumgartner von Maur 1597 Hausherr. Die 1699 in den Freiherrenstand erhobene Linie der Hueber von Maur ist mit dem königlich-bayerischen Kämmerer und Major Alexander Freiherr von Hueber zu Mauer († 21. April 1825), Herr auf Mauer, Seiboldsdorf und Pogenhofen erloschen. Spätere Besitzer von Maur waren die Freiherren von Coreth und die Freiherren von Mamming. Von den letzteren ging es durch Heirat an die Freiherren von Federspiel über. 1876 ließ Karl Moeser den bestehenden Hof umbauen. Am 16. Januar 1957 erfolgte die Unterschutzstellung.